# Changchukha Dzong
 (septembre 2023).
Changchukha Dzong est un village dans le sud du Bhoutan. Il est situé dans le Trongsa.